# Chiesa dell'Annunciazione di Maria Vergine (San Secondo Parmense)
La chiesa dell'Annunciazione di Maria Vergine, è un luogo di culto cattolico dalle forme neoclassiche situato presso il corso attivo del Taro in località Ronchetti nel comune di San Secondo Parmense, in provincia e diocesi di Parma; è sussidiaria della parrocchiale dell'Annunciazione di Maria Vergine di San Secondo Parmense e fa parte della zona pastorale della Bassa.

## Storia
La chiesa dell'Annunciazione di Maria Vergine di Ronchetti, omonima della Collegiata del capoluogo comunale è in realtà ad essa antecedente essendo menzionata per la prima volta nel 1354 in una pergamena (estimo) dove figurava nel territorio della Pieve di San Genesio ma soggetta all'autorità diretta del vescovo di Parma Ugolino de' Rossi.
La chiesa subì varie ristrutturazione e restò come chiesa sussidiaria inglobata nella parrocchia di San Secondo Parmense venendo sconsacrata nella seconda metà del XIX secolo.
La chiesa venne utilizzata nel 1972 per girare parte delle riprese del film Don Camillo e i giovani d'oggi in particolare per la scena del matrimonio fra la nipote di Don Camillo e il figlio di Peppone.
Recentemente è crollata una parte del tetto.

## Descrizione

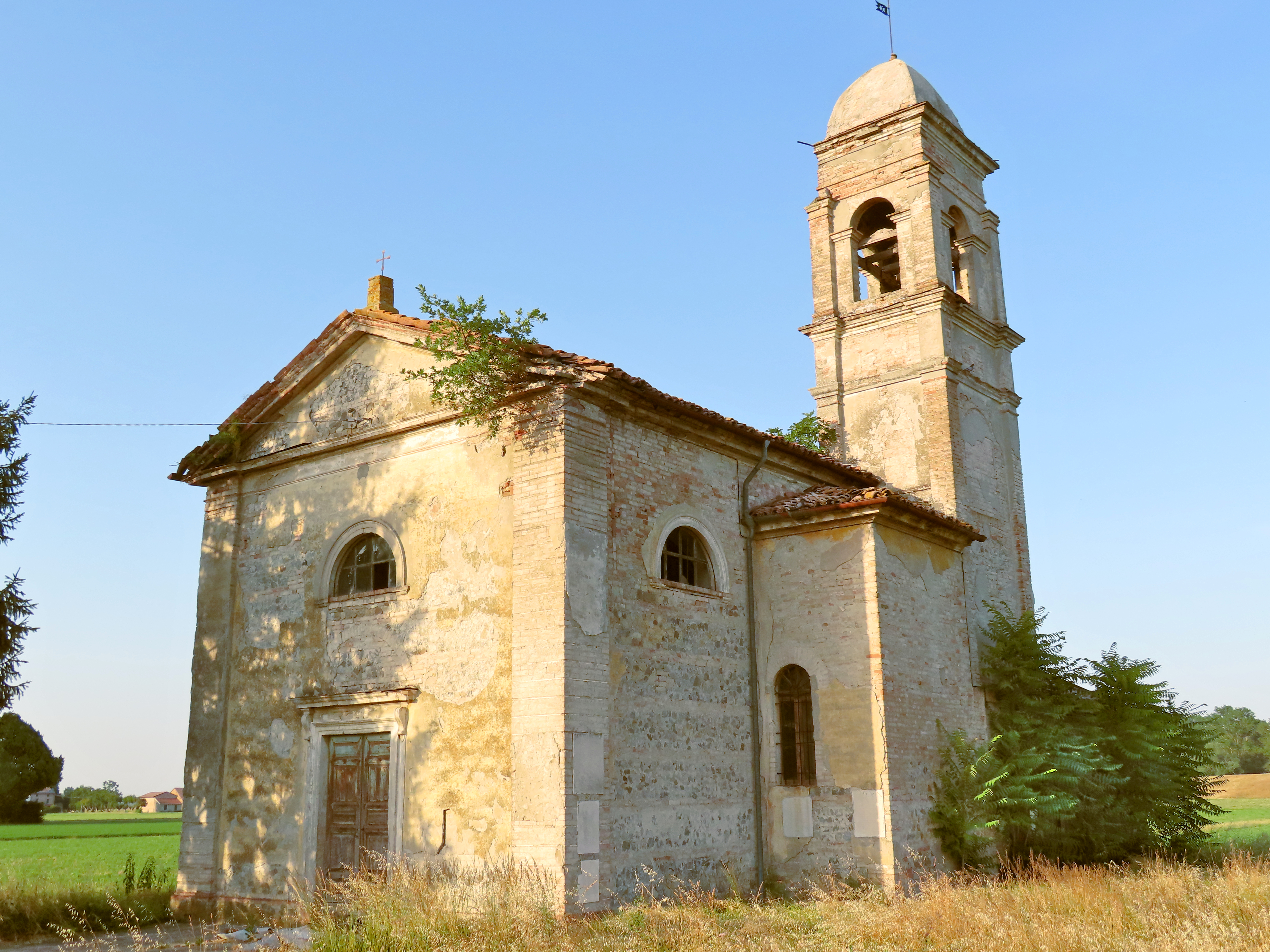
Facciata e lato sud

La chiesa, orientata est-ovest, sorge in località Ronchetti, 2 km a sud dell'abitato di San Secondo lungo la strada romana che conduceva da Parma a Cremona. Un accesso laterale con due colonne porta al piccolo sagrato posto davanti alla chiesa. La facciata si presenta a doppio spiovente con lesene agli angoli e timpano sormontato da un pinnacolo con croce sommitale, un unico portale centrale, sopra il quale è collocato un rosone semicircolare, dà accesso all'interno che si presenta ad aula nella quale si aprono due cappelle laterali. Il presbiterio è sopraelevato e delimitato da una balaustra mentre la parte posteriore presenta un'abside semicircolare, nella quale sono ricavate due finestre per l'illuminazione. Il campanile sorge come corpo di fabbrica distinto addossato al fianco destro della chiesa ed è caratterizzato da una cella campanaria aperta su tutti i lati chiusa da una cuspide sommitale.